# Зачарована Елла (фільм)
«Зачарована Елла» (англ. Ella Enchanted) — фільм спільного виробництва США, Великої Британії та Ірландії - романтична комедія 2004 з казковим сюжетом, за однойменним романом Гейл Карсон Левайн.

## Сюжет
При народженні Елла отримує від своєї хресної феї Люсінди дар слухняності — що б їй ні сказали зробити, вона тут же виконує. До пори до часу про це закляття знають лише її мати і добра фея Менді. Але мати Елли вмирає і її батько знову одружується, до них поселяється зла мачуха з двома доньками Олівією і Хетті. Хетті незабаром здогадується про незвичайні властивості Елли і починає ними користуватися в своїх злісних цілях. Також вона шалено захоплена принцом, так як він красивий і багатий, вона хоче і намагається вийти за нього заміж. Вона всіляко ображає і намагається зрадити Еллу.

## У ролях
| Актор           | Роль               |
| --------------- | ------------------ |
| Енн Гетевей     | Елла з Фрелла      |
| Г'ю Денсі       | принц Чар          |
| Кері Елвес      | дядько принца Чара |
| Ейдан МакАрдл   | Сланен             |
| Джоанна Ламлі   | леді Ольга         |
| Люсі Панч       | Хетті              |
| Дженніфер Хайам | Олівія             |
| Мінні Драйвер   | Менді              |
| Парміндер Награ | Арейда             |
| Ерік Айдл       | Читець             |

## Знімальна група
- Режисер — Томмі О'Хейвер
- Сценарист — Лорі Крейг, Карен МакКулла, Кірстен Сміт
- Продюсер — Джейн Старцев, Су Армстронг, Джеймс Флінн
- Композитор — Нік Гленн-Сміт